# Iron Horse
Iron Horse (с англ. — «Железный конь») — группа, играющая в стиле деревенской музыки блюграсс из города Киллен, штат Алабама. Они стали известными за игру и исполнение многих песен из жанра рок и метал в стиле блюграсс, особенно, благодаря перепетым песням у группы Metallica. Группа состоит из четырёх человек. В последнее время они работали над собственным производством, и в октябре 2009 года выпустили оригинальный проект «Small Town Christmas».

## История
Истоки создания группы восходят к далеким 1970-м, когда Тони Робертсон и Рики Роджерс были членами популярной местной группы «The Next in Line». Спустя годы и после смены нескольких составов, усилиями Тони Робертсона, Ванса Генри и Рики Роджерса была создана нынешняя группа в составе Jake Landers Band. В январе 2003-го Энтони стал играть на банджо, после чего образовался настоящий состав Iron Horse.

## Дискография

### Альбомы
1. Ridin' Out The Storm
2. New Tracks
3. Small Town Christmas (New, all original Christmas songs)
4. Horse & Pen — Released 2011

### Трибьют альбомы
- Fade to Bluegrass: The Bluegrass Tribute to Metallica
- Black and Bluegrass: A Tribute to Ozzy Osbourne
- Take Me Home: The Bluegrass Tribute to Guns N Roses
- Fade to Bluegrass: The Bluegrass Tribute to Metallica, Vol. 2
- Pickin' on Modest Mouse: A Bluegrass Tribute to Modest Mouse, «Something You’ve Never Heard Before»
- The Bluegrass Tribute to The Shins
- Whole Lotta Bluegrass: A Bluegrass Tribute to Led Zeppelin
- Birth, Death, Blue, Grass: A Bluegrass Tribute to Black Label Society
- Strummin' With The Devil: The Southern Side of Van Halen (Two tracks on a multi-artist compilation)
- The Bluegrass Tribute to Classic Rock (Collaboration with Corn Bread Red)
- The Gospel According to Hank Williams
- A Boy Named Blue: A Bluegrass Tribute to Goo Goo Dolls

### Участники группы
1. Вэнс Генри: гитара, вокал, тенор
2. Энтони Ричардсон: банджо, баритон и бас вокал
3. Рикки Роджерс: бас, баритон и вокал
4. Тони Робертсон: мандолина, тенор